# Pedro de Villagra
Pedro de Villagra y Martínez (Mombeltrán, 1513 – Lima, 11 settembre 1577) è stato un generale, esploratore e conquistador spagnolo che partecipò alla conquista del Cile, nominato suo Governatore Reale tra il 1563 ed il 1565.

## Biografia
Il padre, Juan de Villagra, fu un ufficiale civile di importanza minore. Nel 1537 si spostò dalla Spagna a Cartagena de Indias, e da qui a Santa Marta ed in Perù. Giunse in Cile con la spedizione di Pedro de Valdivia.
Dopo la fondazione di Santiago, Villagra ricoprì per quattro anni la posizione di sindaco. Valdivia gli concesse anche un'encomienda a Tirúa. Dopo la morte del governatore, tornò in Perù dove sposò Beatriz de Figueroa.
Tornò di nuovo in Cile quando il nipote Francisco de Villagra era governatore per la prima volta. Combatté nella guerra di Arauco comandando le forze meridionali quando il governatore si ammalò. Nel 1556 era alla guida dei soldati che scacciarono Lautaro da Santiago, con la battaglia di Peteroa.
Era ancora comandante quando Francisco de Villagra divenne governatore per la seconda volta, nel 1561. Alla morte di Francisco de Villagra, il 22 giugno 1563, divenne governatore ad interim. Questo titolo fu in seguito confermato dal viceré del Perù, Diego López de Zúñiga. La sua strategia militare lo portò a concentrare le sue forze, abbandonando il forte di Arauco per poter potenziare Angol e Concepción. Alcune delle più dure sconfitte Mapuche furono causate dagli assalti ad Angol, dove la guarnigione guidata da Lorenzo Bernal del Mercado causò oltre mille morti, tra cui il toqui Illangulién, nella battaglia di Angol. In seguito guidò una nuova campagna nel sud, ponendo fine all'assedio di Concepción e riportando vittorie nelle battaglie di Reinohuelen e di Tolmillán, contro i Mapuche stanziati a nord del fiume Bío Bío. Questa serie di vittorie portò ad alcuni anni di apparente pace tra spagnoli e Mapuche.
Con la morte del viceré López de Zúñiga y Velasco nel 1564, la situazione politica peggiorò per Villagra. Nel 1565, per ordine del viceré Lope García de Castro, fu sostituito da Rodrigo de Quiroga, arrestato e mandato in Perù, dove riuscì a ripulire la sua fama. Dopo questa assoluzione chiese al re di ottenere i risarcimenti che era convinto di meritare, ma non ottenne mai risposta.
Morì a Lima l'11 settembre 1577.